# Торбйорн Касперссон
Касперссон Торбйорн Оскар (15 жовтня 1910 — 7 грудня 1997) — шведський цитолог і генетик. Народився в місті Мутала, навчався в Стокгольмському університеті, де вивчав медицину та біофізику.

## Внесок
Т. Касперссон зробив кілька ключових внесків у біологію.
- У 1934 році разом із Ейнаром Хаммерстеном показав, що ДНК є полімером. Попередні теорії припускали, що кожна молекула має довжину лише в десять нуклеотидів.
- Надав Вільяму Астбері добре підготовлені зразки ДНК для його піонерських структурних вимірювань.
- У 1936 році у своїй докторській дисертації з хімії, представленій у Каролінському інституті в Стокгольмі, уперше дослідив генетичний матеріал всередині клітини за допомогою ультрафіолетового мікроскопа, щоб визначити вміст нуклеїнової кислоти в клітинних структурах, таких як ядро та ядерце, використовуючи реакцію Фельгена, за допомогою якої фарбують ДНК.
- Працював із Джеком Шульцем у Стокгольмі з 1937 по 1939 рік над синтезом білків у клітинах і опублікував роботу в 1939 році, де незалежно від Жана Браше, який розв'язував ту саму проблему за допомогою іншої методики, виявив, що клітини, які виробляють білки, багаті на рибонуклеїнові кислоти (РНК), маючи на увазі, що РНК потрібна для синтезу білків. Це було підсумовано в його книзі «Клітинний ріст і функція клітин» (1950).
- У 1944 році отримав посаду особистого професора від шведської держави.
- У 1945 році очолив створений відділ клітинних досліджень і генетики в Медичному Нобелівському інституті Каролінської лікарні.
- Першим дослідив гігантські хромосоми, знайдені в личинок комах.
- Вивчав роль ядерця в синтезі білка.
- Досліджував зв'язок між кількістю гетерохроматину і швидкістю росту ракових клітин.
- У 1969 році, працюючи в Каролінському інституті, разом з Лорою Зах виявив, що фарбування хромосом акрихін-іпритом спричинює появу уздовж них світлих і темних бічних смуг. Цей метод фарбування дозволяє точно ідентифікувати всі 22 аутосоми та X- і Y-хромосоми, виявляє незначні структурні аномалії та специфічну ідентифікацію додаткових хромосом, пов'язаних із такими захворюваннями, як синдром Дауна (див. також статтю процитогенетику).

У 1977 році пішов у відставку з посади керівника відділу медичних досліджень клітини та генетики в Каролінському інституті в Стокгольмі.
У 1979 році Касперссон був удостоєний премії Бальцана з біології «За його фундаментальні дослідження метаболізму білків і нуклеїнових кислот, кульмінацією яких став метод ідентифікації специфічних смуг на окремих хромосомах за допомогою ультрафіолетової мікроскопії, що створило новий інструмент для вивчення еволюції» (мотивація Комітету Головної премії Бальцана). Він був членом Американської академії мистецтв і наук і Американського філософського товариства.

## Нагороди
- 1945 — The Björkén Prize[sv]
- 1971 — Премія Андерса Яре з медицини[no]
- 1973 — Медаль Шлейдена
- 1977 — Премія Пауля Ерліха та Людвига Дармштедтера[en]
- 1979 — Премія Бальцана
- 1988 — Премія Вільяма Алана[en]